# Souto de Aguiar da Beira
Souto de Aguiar da Beira é uma povoação portuguesa do Município de Aguiar da Beira que foi sede da Freguesia de Souto de Aguiar da Beira, freguesia que tinha 14,82 km² de área e 297 habitantes (2011), e, por isso, uma densidade populacional de 20 hab./km².
A Freguesia de Souto de Aguiar da Beira foi extinta (agregada) em 2013, no âmbito de uma reforma administrativa nacional, tendo sido agregada à Freguesia de Valverde, para formar uma nova freguesia denominada União das Freguesias de Souto de Aguiar da Beira e Valverde.

## Geografia
Localizada na zona oriental do município, Souto de Aguiar da Beira tem como vizinhos as localidades de Eirado a sul, Valverde a sudoeste, Aguiar da Beira a noroeste e Sequeiros a norte e os Municípios de Sernancelhe a nordeste e de Trancoso a leste.

## População
| População da freguesia de Souto de Aguiar da Beira | População da freguesia de Souto de Aguiar da Beira | População da freguesia de Souto de Aguiar da Beira | População da freguesia de Souto de Aguiar da Beira | População da freguesia de Souto de Aguiar da Beira | População da freguesia de Souto de Aguiar da Beira | População da freguesia de Souto de Aguiar da Beira | População da freguesia de Souto de Aguiar da Beira | População da freguesia de Souto de Aguiar da Beira | População da freguesia de Souto de Aguiar da Beira | População da freguesia de Souto de Aguiar da Beira | População da freguesia de Souto de Aguiar da Beira | População da freguesia de Souto de Aguiar da Beira | População da freguesia de Souto de Aguiar da Beira | População da freguesia de Souto de Aguiar da Beira |
| -------------------------------------------------- | -------------------------------------------------- | -------------------------------------------------- | -------------------------------------------------- | -------------------------------------------------- | -------------------------------------------------- | -------------------------------------------------- | -------------------------------------------------- | -------------------------------------------------- | -------------------------------------------------- | -------------------------------------------------- | -------------------------------------------------- | -------------------------------------------------- | -------------------------------------------------- | -------------------------------------------------- |
| 1864                                               | 1878                                               | 1890                                               | 1900                                               | 1911                                               | 1920                                               | 1930                                               | 1940                                               | 1950                                               | 1960                                               | 1970                                               | 1981                                               | 1991                                               | 2001                                               | 2011                                               |
| 564                                                | 657                                                | 709                                                | 731                                                | 780                                                | 756                                                | 697                                                | 865                                                | 843                                                | 810                                                | 547                                                | 427                                                | 403                                                | 369                                                | 297                                                |